# Mirosław Wawrzyniak
Mirosław Wawrzyniak (ur. 15 sierpnia 1955) – polski bokser, trzykrotny medalista mistrzostw Polski.
Wystąpił w wadze koguciej (do 54 kg) na mistrzostwach Europy w 1977 w Halle, lecz przegrał pierwszą walkę w ćwierćfinale.
Trzykrotnie zdobywał brązowe medale mistrzostw Polski w wadze koguciej w 1976, 1977 i 1978. Był również mistrzem Polski juniorów w kategorii muszej (do 51 kg) w 1973. Zdobył drużynowe mistrzostwo Polski z Legią Warszawa w latach 1980 i 1981/1982.
W 1976 i 1977 dwukrotnie wystąpił w meczach reprezentacji Polski, obie walki przegrywając. Przegrał również w meczu młodzieżowej reprezentacji Polski z Rumunią w 1974, a w reprezentacji juniorów jedną walkę wygrał i dwie przegrał.
Zwyciężył w Mistrzostwach Armii Zaprzyjaźnionych w wadze koguciej w 1979 w Pjongjangu, a w 1977 w Hawanie zdobył brązowy medal.